# Genotrichia tonnoiri
Genotrichia tonnoiri là một loài ruồi trong họ Tachinidae.